# كأس التحدي الأوروبي 2008–09
كأس التحدي الأوروبي 2008–09 (بالإسبانية: European Challenge Cup 2008-09)‏ هو الموسم 13 من  كأس التحدي الأوروبي. أقيم خلال الفترة 9 أكتوبر 2008 وحتى 22 مايو 2009، وفاز فيه نورثامبتون ساينتس ‏.